# Chiesa di San Giulio (Cugliate-Fabiasco)
La chiesa di San Giulio è la parrocchiale di Cugliate, frazione-capoluogo del comune sparso di Cugliate-Fabiasco, in provincia di Varese e diocesi di Como; fa parte del vicariato di Marchirolo.

## Storia
Le prime attestazioni dell'esistenza di un luogo di culto a Cugliate dedicato a san Giulio risalgono alla fine del XIII secolo: nel Liber Notitiae Sanctorum Mediolani di Goffredo da Bussero esso è attentato come filiale della pieve di San Vittore di Bedero Valtravaglia, mentre in altri documenti coevi è elencato tra le dipendenze della pieve di Cuvio.
La comunità cugliatese risultava nel 1398 dipendere dalla pieve di San Giovanni Battista di Agno; la chiesa di San Giulio è poi menzionata negli atti relativi al sinodo indotto nel 1565 dal vescovo Gianantonio Volpi e nelle reazioni delle visite pastorali effettuate dai vescovi Feliciano Ninguarda e Filippo Archinti rispettivamente nel 1591 e nel 1599.
Nel 1631 la comunità di Fabiasco fu eretta a parrocchia autonoma rispetto a quella di Cugliate e due anni dopo la comunità passò dalla pieve foraniale di Agno a quella neo-costituita di Marchirolo.
La chiesa fu ricostruita nel 1701; da un documento del 1788 s'apprende che il numero dei fedeli era pari a 235 e che dalla parrocchiale dipendeva la cappella di San Paolo sul monte.
Intorno alla metà del secolo successivo il luogo di culto fu oggetto di un intervento di ampliamento; nel 1893 il vescovo di Como Andrea Ferrari, durante la sua visita pastorale, trovò che nella parrocchiale avevano sede le confraternite del Santissimo Sacramento, del Carmine e del Santissimo Rosario e che i fedeli ammontavano a 980.
Nel 1959 il vescovo Felice Bonomini aggregò alla parrocchia di Cugliate quella di Fabiasco, ma tale decisione venne annullata nell'estate del 1986 dal suo successore Teresio Ferraroni.

## Descrizione

### Facciata
La facciata della chiesa, rivolta a occidente, è suddivisa da una cornice marcapiano in due registri, entrambi scanditi da lesene tuscaniche; quello inferiore, leggermente più largo, presenta centralmente il portale d'ingresso con coronamento mistilineo in stile barocco, mentre quello superiore è caratterizzato da una finestra e concluso dal timpano di forma triangolare.
Annesso alla parrocchiale è il campanile a base quadrata, la cui cella presenta su ogni lato una monofora a tutto sesto ed è coronata dal lanternino su due ordini.

### Interno
L'interno dell'edificio, la cui pianta è a croce latina, si compone di un'unica navata, sulla quale si affacciano le cappelle laterali, introdotte da archi a tutto sesto, e le cui pareti sono scandite da lesene scanalate terminanti con capitelli con volute e sorreggenti la trabeazione modanata e aggettante sopra la quale si impostano le volte; al termine dell'aula si sviluppa il presbiterio, rialzato di alcuni gradini, ospitante l'altare maggiore e chiuso dall'abside di forma semicircolare.
Qui sono conservate diverse opere di pregio, tra le quali una statuetta in legno avente come soggetto la Beata Vergine del Rosario e una tela risalente alla fine del Settecento.